# Премія Пера Улофа Енквіста
Пре́мія Пе́ра У́лофа Е́нквіста (швед. P O Enquists pris) — це шведська літературна подорожня нагорода молодим письменникам, яку в 2005 році заснував видавець Пер Улоф Енквіст з нагоди 70-ліття від дня народження. Присуджують щороку. Нагорода полягає в безплатному проживанні упродовж одного місяця в одній із європейських країн. 2015 року до складу журі належали Пер Улоф Енквіст, Ева Гедін (видавництво Norstedts), Катріне Бакке Булін (видавництво Gyldendal Norsk Forlag) і Якоб Маллінґ Ламберт (фірма Rosinante & Co.).

## Лауреати
- 2005 Юлі Це
- 2006 Юнас Гассен Кемірі
- 2007 Труде Марстейн
- 2008 Данієль Кельман
- 2009 Гелле Гелле
- 2010 Юнас Т. Бенґтссон
- 2011 Йон Кальман Стефанссон
- 2012 Мара Лі
- 2013 Інґвільд Гедеманн Рісгей
- 2014 Дорте Норс
- 2015 Кароліна Рамквіст — за роман Den vita staden («Біле місто»)[2]